# Schiffweiler
Schiffweiler település Németországban, azon belül Saar-vidék tartományban. Lakosainak száma 15 537 fő (2023. december 31.).

## Népesség
A település népességének változása:
| Lakosok száma | 18 872 | 15 686 | 15 595 | 15 552 | 15 655 | 15 537 |
|               | 1975   | 2017   | 2019   | 2021   | 2022   | 2023   |